# Ла-Мот-Тийи (усадьба)
Ла-Мот-Тийи или Ла-Мот-Тилли — типичное шато времён Людовика XV, выстроенное в 1754-55 годах в деревне Ла-Мот-Тийи (ныне департамент Об). Усадьба находится на левом берегу Сены, в 7 километрах от города Ножан-сюр-Сен, и включает господский дом и несколько десятков гектаров лесопарковой зоны. 
Усадебный дом был выстроен в середине XVIII века по проекту Ф. Н. Ланкре для Жозефа Мари Терре, который заведовал финансами Людовика XV. Имение предназначалось главным образом для выездов братьев Терре на охоту. При строительстве использовались материалы, оставшиеся после сноса средневекового замка, который прежде стоял на этом месте. Его последним владельцем был Адриен-Морис де Ноай, маршал Франции из рода Ноаей, носивший титул графа де Ла-Мот-Тийи.
За время революционной анархии покинутая хозяевами усадьба пришла в упадок и все подсобные постройки были разобраны. Казаки, квартировавшие здесь в 1814 году, использовали полы для растопки печей.
После брака наследницы усадьбы, Анны Терре, с графом Роган-Шабо в 1867 году имение перешло к роду Роганов (линия Шабо). Граф Шарль Жерар де Роган-Шабо, в 1910 году выкупивший Ла-Мот-Тийи у своих разорившихся родственников, посвятил всю жизнь реставрации усадьбы и воссозданию регулярного парка. В 1943 г. имение вошло в список национальных памятников истории и культуры.
В начале 1970-х дочь графа (маркиза де Майе-Латур-Ландри) и его внучка (принцесса де Полиньяк) передали усадьбу Ла-Мот-Тийи государству. За пределами Франции имение получило известность как место съёмок фильма Милоша Формана «Вальмон» (1989).